# Bernat Margarit
Bernat Margarit (Girona, segle xv - Catània, juny de 1486) fou monjo i cambrer del monestir d'Amer. Al cap dels anys, fou nomenat abat de Sant Pere de Rodes en el 1462. Va participar en les corts a Girona entre els anys 1473 i 1478. Era cosí de Joan Margarit i Pau, bisbe d'Elna i Girona.